# 肇庆市图书馆
肇庆市图书馆于2012年10月27日落成，于同年12月25日正式对外开放。该馆坐落于肇庆市端州区信安路西侧，投资约1.15亿元，占地40亩，建筑面积约16500平方米。各种功能区均按国家一级馆的标准建设，设计读者座席1000个，日均可接待读者6000人次，是一座集图书信息、网络阅览、特色文化、参观会展、学术报告、知识培训于一体的现代化图书馆。

## 开放时间
- 肇庆市图书馆：早上8:30至21:00
- 残障阅读服务中心/国学馆/端溪书院/电子阅览室：8:30至12:00/14:30至17:30
- 捐赠换书中心：周六12:00-18:00
- 逢周一全天闭馆
- 24小时自助图书馆